# West of England Challenger 2001
Il West of England Challenger 2001 è stato un torneo di tennis facente parte della categoria ATP Challenger Series nell'ambito dell'ATP Challenger Series 2001. Il torneo si è giocato a Bristol in Gran Bretagna dal 10 al 15 luglio 2001 su campi in erba.

## Vincitori

### Singolare
Jamie Delgado ha battuto in finale  Alexander Peya con il punteggio di 6–3, 6–1

### Doppio
Wesley Moodie /  Shaun Rudman hanno battuto in finale  Gilles Elseneer /  Tuomas Ketola con il punteggio di 6–4, 6–3